# Hugo Haase

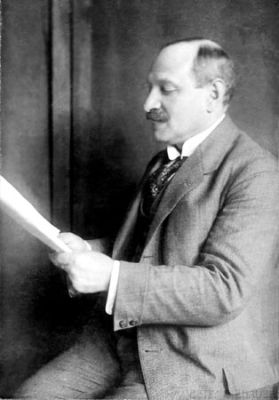
Hugo Haase (1905)

Hugo Haase, född 29 september 1863 i Allenstein i Ostpreussen, död 7 november 1919 i Berlin, var en tysk socialdemokratisk politiker.

## Biografi
Haase, som var av judisk härkomst, var 1890–1911 praktiserande advokat i Königsberg, där han vann stort anseende som skicklig och hjälpsam arbetarsakförare. Han tillhörde den radikala riktningen inom socialdemokratin, var 1897–1907 och 1912–18 riksdagsledamot för Königsberg och tillhörde 1919 tyska nationalförsamlingen. Inom partiet vann han snabbt växande inflytande, valdes efter Paul Singers död (1911) till ledamot av partistyrelsen och blev ordförande i riksdagsgruppen efter August Bebels död (1913). 
Vid första världskrigets utbrott (1914) arbetade Haase, för att partiet skulle rösta mot krigskrediterna, men riksdagsfraktionens överväldigande flertal uttalade sig på ett sammanträde den 3 augusti i motsatt riktning, och i enlighet med rådande stränga partidisciplin framförde han den 4 augusti i tyska riksdagen partimajoritetens mening i ett berömt tal, i vilket han avgav en med jubel hälsad försäkran, att socialdemokraterna "inte skulle överge det tyska fosterlandet". Han förblev emellertid personligen krigsmotståndare, förordade redan i juni 1915 borgfredens upphörande och klasskampens återupptagande samt avgick i december samma år från ordförandeposten i partiet. 
Den växande söndringen mellan Haase och partimajoritetens ledare kom till öppet utbrott den 24 mars 1916, då Haase å minoritetens vägnar yrkade avslag på krigskrediterna. En minoritetsgrupp på ett tjugotal riksdagsledamöter följde Haase ut ur partiet och bildade först den så kallade "socialistiska arbetsgemenskapen" och sedermera 1917 Tysklands oberoende socialdemokratiska parti. Detta gick under Haases ledning allt skarpare till angrepp mot regeringspolitiken och det stöd denna erhöll från majoritetssocialisterna ("socialpatrioterna"). Hans Reichstagsreden gegen die deutsche Kriegspolitik utgavs samlade 1919. 
Haase hade betydande andel i förberedelserna till novemberrevolutionen 1918, men han ville ej överlåta regeringsmakten, och därmed ansvaret för antagandet av vapenstilleståndsvillkoren, till vänstern inom socialdemokratin. I stället bildades därför en av tre representanter för vardera av de båda socialdemokratiska grupperna bestående folkombudsmannaministär med Friedrich Ebert och Haase som ledare. Haase övertog själv utrikesärendena. Den nya regeringen förlamades av splittringen inom socialdemokraterna och bildandet av Spartacusförbundet, vilket Haase, trots att han motsatte sig införande av rådsdiktatur, ej ville bekämpa med våld. Han och hans bägge partikamrater utträdde därför den 29 december ur regeringen. Han blev vänsteroppositionens ledare i nationalförsamlingen och försökte motverka sitt partis närmande till spartakisterna; i stället eftersträvade han kontakt med de västerländska socialistpartierna utomlands. Han utsattes den 8 oktober 1919 utanför Riksdagshuset i Berlin för ett revolverattentat av en sinnesförvirrad f.d. militär, som gjorde honom ansvarig för sina personliga motgångar. Haase avled en månad senare till följd av skadorna.